# Ингулец (заказник)
Ингулец — один из объектов природно-заповедного фонда Херсонской области, ландшафтный заказник местного значения с общей площадью 937 га. Созданный в 1978 году.
Заказник «Ингулец» расположен к северу от поселка Великая Александровка. Природно-заповедный объект находится на левом берегу реки Ингулец и представляет собой лесонасаждения, преимущественно искусственного происхождения, которые были высажены в 1850-х годах. Здесь также присутствуют остатки терновникив с примесью крушины слабительной, бузины чёрной, некоторых видов шиповника и прочее.